# Tụ hóa nhôm

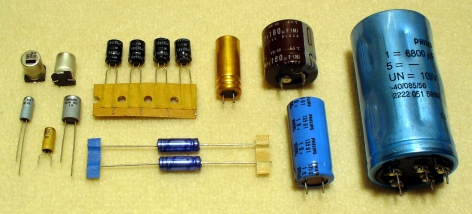
Tụ hóa nhôm với chất điện phân không rắn là loại phổ biến về dạng, kích cỡ, và sử dụng

Tụ nhôm hay tụ hóa nhôm, là một loại tụ hóa có anode (+) bằng lá nhôm, với bề mặt được oxy hóa làm lớp điện môi mỏng, và chất điện phân được phủ lên lớp oxyt làm cathode (-).
Tụ có tính phân cực.
Lớp điện môi mỏng làm tụ hóa nhôm đạt được điện dung cao nhất trong các tụ thông thường cùng kích cỡ. Tuy nhiên nó thua các tụ của lớp siêu tụ điện.

## Nguyên lý hoạt động
Lá nhôm làm anode được khắc và oxy hóa bề mặt thành lớp mỏng làm điện môi. Chất điện phân được phủ lên lớp oxyt làm cathode.
Tụ hóa nhôm được chia thành ba phân họ theo loại chất điện phân: 
- Tụ nhôm ướt (chất lỏng)
- Tụ nhôm điôxit mangan rắn
- Tụ nhôm polyme rắn

## Các đặc trưng hoạt động
Tụ điện nhôm với chất điện phân không rắn là loại rẻ tiền nhất, được chế tạo với nhiều kích cỡ, điện dung và giá trị điện áp. Chúng được chế với các giá trị điện dung từ 0,1 μF lên đến 2.700.000 μF (2,7 F), và điện áp định mức từ 4 V lên đến 630 V.
Thực tế trên thị trường linh kiện cho thấy giá thành sản xuất ngày càng rẻ, dẫn đến có ít mức giá trị hơn ngày xưa:
- Điện dung từ trị xuất phát 0,1 μF, tăng kế tiếp giá trị cỡ 1,5 đến 2 lần.
- Điện áp làm việc tối đa chỉ có ít mức: 16, 25, 35, 50, 100, 160, 260, 400 V.

Các chất điện phân lỏng cung cấp oxy cho tái tạo lớp oxit điện môi. Tuy nhiên, nó có thể bay hơi do tụ bị nóng lên, dẫn đến các thông số điện bị trôi, hạn chế thời gian phục vụ của các tụ điện.

## Ứng dụng
Trong mạch điện tử các tụ hóa nhôm điện dung nhỏ 0,1 đến vài μF dùng cho truyền tín hiệu âm tần.
Các tụ cỡ chục đến ngàn μF dùng cho mắt lọc nguồn nuôi.